# Luisinho (1911–1983)
Luís Mesquita de Oliveira (Luisinho, ur. 29 marca 1911 w Rio de Janeiro, zm. 27 grudnia 1983 w São Paulo) – brazylijski piłkarz, napastnik. Brązowy medalista MŚ 38.
Karierę zaczynał w Anglo-Brasileiro. Grał także w Paulistano, Estudantes São Paulo, São Paulo FC (1930-1934 i 1941-1946, 145 goli) oraz SE Palmeiras (1936-1940, 123 gole). W reprezentacji Brazylii rozegrał 19 spotkań i strzelił 5 bramek. Podczas MŚ 38 wystąpił w dwóch meczach. Brał udział w MŚ 34 oraz Copa América 1937 (drugie miejsce).